# Xã Hunt City, Quận Jasper, Illinois
Xã Hunt City (tiếng Anh: Hunt City Township) là một xã thuộc quận Jasper, tiểu bang Illinois, Hoa Kỳ. Năm 2010, dân số của xã này là 282 người.